# هامبورگ
هامبورگ (آلمانی: Hamburg)، دومین شهر بزرگ آلمان پس از برلین و هشتمین شهر بزرگ در اتحادیه اروپا، و نیز سومین بندر بزرگ در اروپا بعد از روتردام و آنتورپ است. هامبورگ یک شهر ایالتی است، یعنی یکی از شانزده ایالت آلمان نیز به‌شمار می‌آید. این شهر بر کرانه رود البه بنا شده است. به گفته الکس کامیناما از مجله فورس هامبورگ در رفاه اجتماعی در لیست اولین شهر جهان است.
نام رسمی منعکس کننده تاریخ هامبورگ به عنوان عضوی از اتحادیه Hanseatic قرون وسطایی و یک شهر شاهنشاهی آزاد از امپراتوری مقدس روم است. قبل از وحدت آلمان در سال ۱۸۷۱، این یک دولت شهری کاملاً مستقل بود و قبل از ۱۹۱۹ یک جمهوری مدنی تشکیل شد که طبق قانون اساسی توسط طبقه‌ای از بزرگ دزدگیرهای ارثی یا Hanseaten اداره می‌شد. با وجود بلایایی مانند آتش‌سوزی بزرگ هامبورگ، سیل دریای شمال در سال ۱۹۶۲ و درگیری‌های نظامی ازجمله بمب‌گذاری در جنگ جهانی دوم، این شهر پس از هر فاجعه توانسته است بهبود یابد و ثروتمندتر شود.
هامبورگ بعد از روتردام و آنتورپ سومین بندر بزرگ اروپا است. پخش کننده بزرگ منطقه ای NDR، شرکت چاپ و نشر Gruner + Jahr و روزنامه‌های اشپیگل و دی زیت در این شهر مستقر هستند. هامبورگ مقر قدیمی‌ترین بورس سهام آلمان و قدیمی‌ترین بانک بازرگانی جهان، بانک برنبرگ، است. شرکت‌های رسانه ای، تجاری، لجستیکی و صنعتی با مکان‌های قابل توجه در شهر شامل شرکت‌های چند ملیتی Airbus , Blohm + Voss , Aurubis , Beiersdorf و Unilever هستند. هامبورگ همچنین با داشتن چندین دانشگاه و مؤسسه، قطب اصلی علوم، تحقیقات و آموزش اروپا است. این شهر با داشتن رتبه ۱۹ در نظرسنجی کیفیت زندگی Mercer 2019، از کیفیت زندگی بسیار بالایی برخوردار است.

## تاریخ
اسقف‌نشین هامبورگ توسط لوئی پارسا، پادشاه فرانک‌ها به عنوان مقر مبلغان مذهبی فعال در اسکاندیناوی تأسیس شد. این شهر سال ۸۴۵ میلادی توسط وایکینگ‌ها غارت گردید.

## جغرافیا
هامبورگ در جنوب شبه جزیره یوتلاند قرار دارد؛ که در جنوب آن اروپای قاره‌ای در شمال منطقه اسکاندیناوی در غرب دریای شمال و در شرق دریای بالتیک قرار دارد. این شهر بر روی رود البه قرار گرفته که از تقاطع آلستر و بیله تشکیل می‌شود. هامبورگ دارای آب و هوایی اقیانوسی است که تحت تأثیر اقیانوس اطلس است.

## بافت جمعیتی

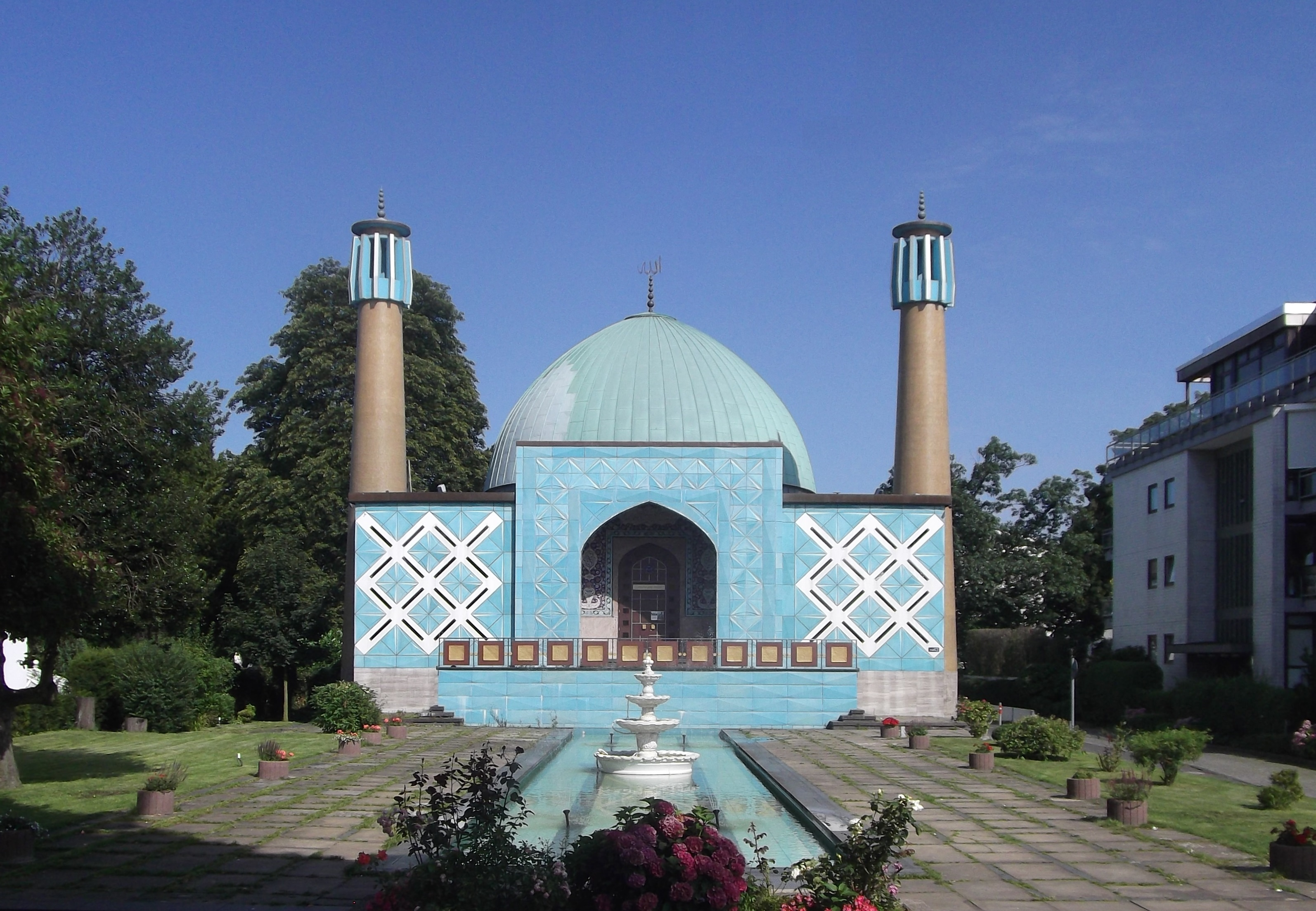

از مجموع یک میلیون و هشتصد و چهل و یک هزار شهروند مقیم هامبورگ، ۶۳۱ هزار نفر معادل سی و چهار درصد با پیشینه مهاجرت و ۳۰۲ هزار نفر برابر با شانزده درصد با تابعیت غیر آلمانی هستند که همین منظور هامبورگ را به یکی از مقاصد مناسب برای مهاجرت تبدیل کرده است.

## تقسیم‌بندی شهری
هامبورگ دارای هفت منطقه و شهرداری شامل، هامبورگ میته، آلتونا، آیمزبوتل، هامبورگ نورد، ونسبک، برگدورف و هاربورگ است. این هفت منطقه هامبورگ به ۱۰۴ بخش شهری تقسیم شده‌اند.

## ترابری
فرودگاه هامبورگ و فرودگاه هامبورگ فینکن‌وردر به‌عنوان دو فرودگاه بین‌المللی و خصوصی ترابری هوایی را برعهده دارند، همچنین ایستگاه راه‌آهن مرکزی هامبورگ از ایستگاه‌های مهم راه‌آهن در آلمان محسوب می‌شود. اس-بان هامبورگ نیز به‌عنوان راه‌آهن حومه با ۸ خط و ۱۵۰ ایستگاه در سال ۱۹۷۲ راه‌اندازی شده است.
متروی هامبورگ در سال ۱۹۱۲ تأسیس شده و هم‌اکنون دارای ۴ خط و ۹۱ ایستگاه می‌باشد. این مترو از قدیمی‌ترین متروهای جهان محسوب می‌شود. در شهر هامبورگ ۱۷۰۰ کیلومتر مسیر دوچرخه‌سواری وجود دارد، طبق برنامه‌ریزی دولت به این میزان در سال ۲۰۲۰ میلادی ۲۸۰ کیلومتر دیگر اضافه می‌شود.

## بورس
بازار بورس هامبورگ در سال ۱۵۵۸ میلادی به عنوان اولین بازار بورس آلمان و چهارمین بازار بورس اروپا آغاز به کار کرد. در آغاز سده بیست و یکم این بورس تنها برای تجارت اعتبار و سرمایه‌گذاری ویژه‌سازی شده است.

## رسانه‌ها
هامبورگ با ۷۰٫۰۰۰ نفر شاغل در صنعت رسانه و ۲۵ میلیارد یورو پول در گردش این صنعت یکی از شهرهای مهم رسانه در آلمان است. در مجموع ۱۴٫۰۶۳ شرکت بزرگ و کوچک در شاخه‌های تبلیغات، موسیقی، فیلم، انتشارات، چاپ و تلویزیون در این شهر ثبت شده‌اند. همچنین مهم‌ترین دانشگاه‌های خبرنگاری و کارآموزی کار در رسانه در هامبورگ واقع شده است. دفتر مرکزی مجله‌های چاپی و روزنامه‌های اشپیگل، اشترن و دی تسایت و همچنین مرکز بزرگ‌ترین شرکت رسانه‌ای آلمان اکسل اشپرینگر (روزنامه بیلد) در هامبورگ است. در این شهر بیش از ۵۰ درصد خدمات چاپی سراسر آلمان انجام می‌شود.

## مشاغل
بر اساس آمار رسمی‌ای که در سال ۲۰۱۴ ارائه شده است در مجموع ۱٫۱۹۳٫۴۰۰ نفر در فعالیت‌های اقتصادی در هامبورگ شاغل هستند که ۳۳۹٫۶۰۰ نفر آنها به صورت آزاد و شخصی، ۳۹۳٫۱۰۰ نفر در تجارت، حمل و نقل و توریست، اطلاعات و ارتباطات، ۳۰۴٫۳۰۰ نفر در شرکت‌های خدمات رسانی (مالی و املاک)، ۱۱۵٫۹۰ نفر در مشاغل تولیدی، ۳۸٫۲۰۰ نفر در مسکن و خانه سازی و ۲٫۴۰۰ نفر در صنعت کشاورزی و ماهیگیری مشغول به کار هستند.

## سیاست
در انتخابات مجلس هامبورگ در فوریه سال ۲۰۲۰ حزب سوسیال دموکرات آلمان ۵۴ کرسی. حزب اتحادیه دموکرات مسیحی آلمان ۱۵ کرسی، حزب اتحاد ۹۰/سبزها ۳۳ کرسی، حزب چپ (آلمان) ۱۳ کرسی و حزب دست راستی آلترناتیو برای آلمان ۷ کرسی و حزب دموکرات آزاد آلمان ۱ کرسی از مجموع ۱۲۳ کرسی پارلمان هامبورگ را به دست آورده‌اند. تا قبل از این انتخابات سال ۲۰۲۰ دولت هامبورگ ائتلافی از دو حزب سبزها و سوسیال دمکرات بوده است.

## آموزش و پرورش

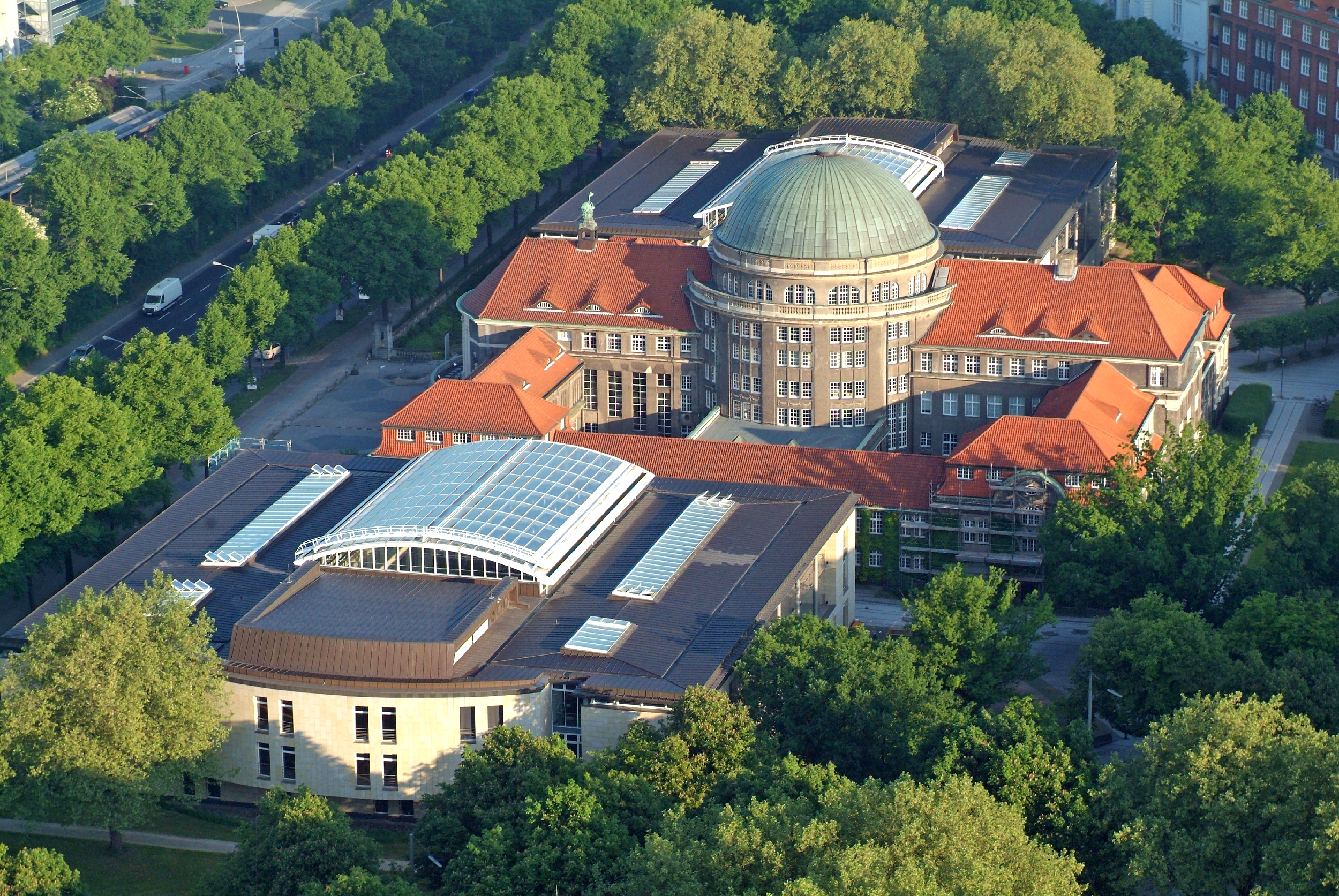
دانشگاه هامبورگ

در هامبورگ علاوه بر مدارس عمومی و کارآموزی، مدارس خاصی برای افرادی با معلولیت‌های ذهنی و جسمی وجود دارد. همچنین نوزده دانشگاه تحصیلات عالی در هامبورگ واقع شده است. بر اساس آمار سال ۲۰۱۲، ۲۲۲٫۷۰۰ دانش‌آموز در ۲۰۱۸ مدرسه و ۲۹۷ مؤسسه با ساختار مدرسه مشغول به تحصیل بوده‌اند. از این مجموع ۱۹٫۳۰۰ نفر در ۹۵ مدرسهٔ خصوصی تحصیل می‌کرده‌اند. بر اساس این آمار در این سال تعداد ۷۵٫۵۱۵ دانشجو در این شهر به تحصیل مشغول بوده‌اند. هامبورگ یکی از شهرهای آلمان است که نظام تحصیل در آن درحال رشد است در همین راستا مجلس هامبورگ برای سال‌های ۲۰۱۳ تا ۲۰۱۹ بودجهٔ اضافهٔ دو میلیارد یورویی تخصیص داده است.

## توریست
در ده سالهٔ گذشته هامبورگ بیشترین شاخص توسعه توریست در اروپا را دارا بوده است. در سال ۲۰۱۵ هامبورگ یکی از یازده مقصد مورد علاقه توریست‌ها در اروپا بوده است، در این سال در حدود ۱۲٬۶ میلیون نفر حداقل یک شب در هامبورگ اقامت داشته‌اند. هامبورگ یکی از شهرهای آلمان است که دارای هتل‌های پنج ستاره است.

## آب و هوا

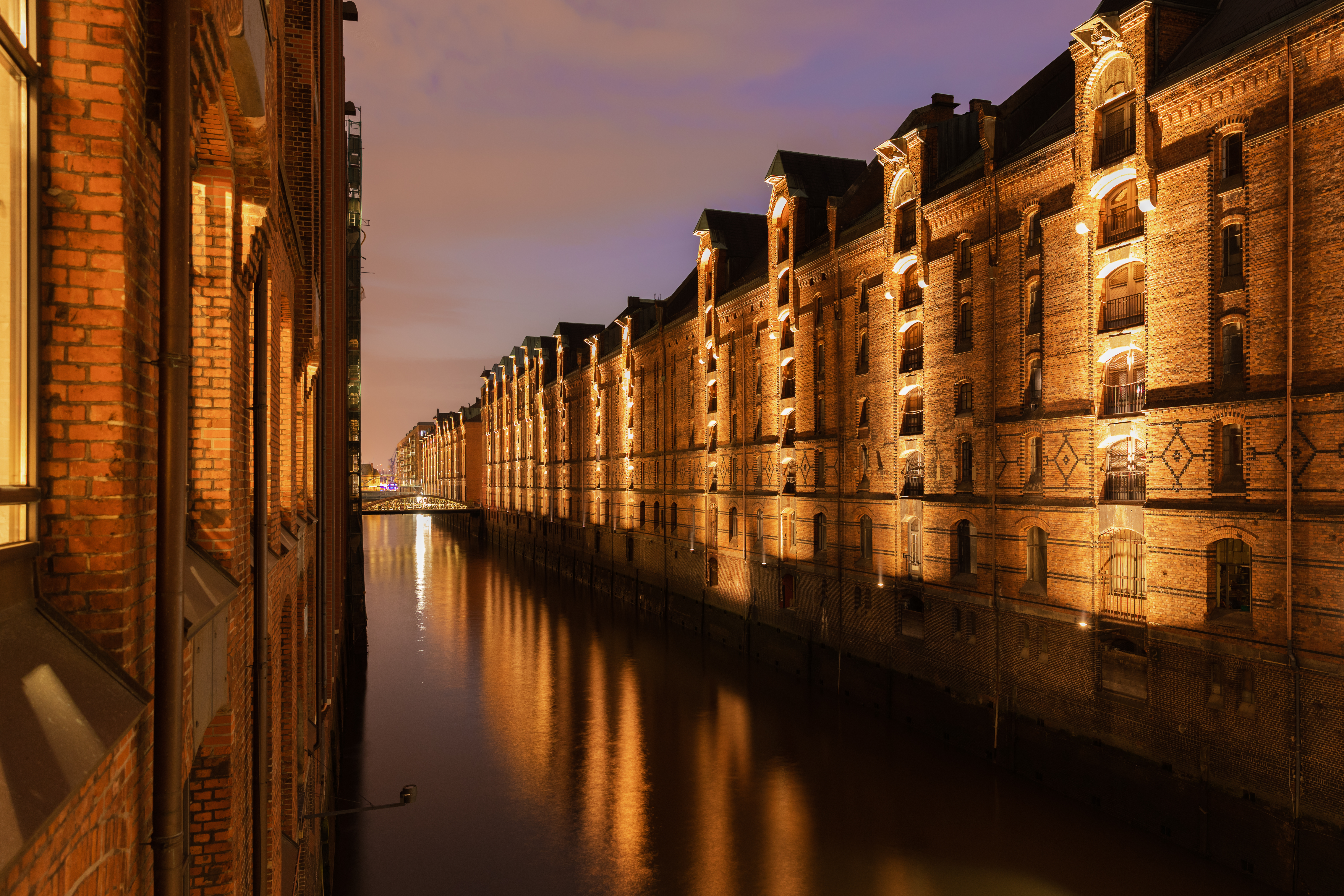
شهرک انباری هامبورگ، منطقه‌ای در شهر هامبورگ، واقع در کرانه رودخانه البه است. در این منطقه مجموعه‌ای از انبارهای به‌هم پیوسته قرار دارد که در نوع خود بزرگ‌ترین شهرک انباری در سطح جهان است. منطقه انباری هامبورگ از سوی یونسکو، میراث جهانی شناخته شده و از نمادهای شهر هامبورگ به‌شمار می‌رود.

آب و هوای هامبورگ گرم و دریایی ست. با توجه به تأثیرات غالب آب و هوای دریایی که در غرب آن قرار دارد، در فصل زمستان هوا سرد خفیف و در تابستان نسبت به مناطق شرقی کشور خنک تر است.

## بندر هامبورگ
بندر هامبورگ موسوم به دروازه آلمان به جهان بزرگ‌ترین بندر آلمان و سومین بندر بزرگ اروپا و پانزدهمین بندر بزرگ دنیااست. مساحت این بندر ۷۳۹۹ هکتار و بیشتر کارهای این بندر از طریق انتقال کانتینری انجام می‌پذیرد.